# Whistler Olympic Park Ski Jumps
Il Whistler Olympic Park Ski Jumps (letteralmente, in inglese: "Trampolini del Parco olimpico Whistler") è un trampolino situato a Whistler, in Canada, all'interno del Whistler Olympic Park.

## Storia
Inaugurato nel 2004 in previsione dei XXI Giochi olimpici invernali di Vancouver 2010, l'impianto ha ospitato le gare di salto con gli sci e di combinata nordica dei Giochi olimpici, oltre a diverse tappe della Coppa del Mondo di combinata nordica e della Coppa del Mondo di salto con gli sci.

## Caratteristiche
Il complesso si articola in due trampolini principali. Il trampolino lungo HS 140 ha un punto K 125; il primato di distanza, 149 m, è stato stabilito dall'austriaco Gregor Schlierenzauer nel 2009. Il trampolino normale HS 106 ha un punto K 95; il primato ufficiale di distanza, 108 m, è stato stabilito dallo svizzero Simon Ammann nel 2010, anche se quello ufficioso (109,5 m sempre nel 2010) appartiene al polacco Adam Małysz. I primati femminili appartengono alla statunitense Lindsey Van (128,5 m e 105,5 m, entrambi nel 2008). Il complesso comprende inoltre un trampolino K20.